# Пустовий Іван Тимофійович
Іван Тимофійович Пустовий (5 лютого 1952, Тополівка Віньковецького району) — український композитор, аранжувальник, музикант і поет, автор понад 700 пісень, з яких 300 написаних на власні тексти, артист, автор гуморесок, пісенних текстів та ліричних віршів, заслужений діяч естрадного мистецтва України. Працював завідувачем музичної частини Хмельницького академічного обласного театру ляльок. 

## Життєпис
Здобув освіту у Київській студії естрадно-циркового мистецтва, а згодом — у Київському державному інституті культури імені Олександра Корнійчука.
Понад двадцять років Іван Пустовий очолював музичну частину Хмельницького обласного академічного театру ляльок. Він створив музичний супровід до понад сорока театральних вистав у постановках театрів Хмельницького, Києва, Вінниці, Львова, Сімферополя, Полтави, Рівного, Луцька та інших міст України. Ці вистави неодноразово здобували нагороди на всеукраїнських та міжнародних фестивалях.
Композитор є автором музики до першої в Україні лялькової поп-опери «Пан Коцький».
Створив музику та аранжування до понад 700 пісень на вірші українських поетів і власні тексти. Його твори виконують народні та заслужені артисти України, а також молоді виконавці. Зокрема, пісня «Вітер» у виконанні Інни Олійник здобула перемоги на фестивалі «Червона рута» та в телепроєкті «Шанс», а також отримала схвальні відгуки на конкурсі в Голлівуді (США).
Іван Пустовий сприяв початку творчого шляху таких українських виконавців, як Олександр Пономарьов, Марина Одольська, Юрко Юрченко, Броніслава Солтисик, Наталія Валевська, Іван Березовський та інші.
Як керівник оркестру Народного самодіяльного ансамблю «Юність Поділля» він створював оркестровки до хореографічних номерів, аранжування українських народних і авторських пісень, грав на багатьох народних інструментах. У складі ансамблю брав участь у численних міжнародних фестивалях у Польщі, Нідерландах, Франції, Бельгії, Греції, Румунії, Німеччині та інших країнах.

## Відзнаки
- Заслужений діяч естрадного мистецтва України
- Лауреат Хмельницької обласної премії імені Шевченка,
- Лауреат Хмельницької міської премії Богдана Хмельницького.